# Dzierżynskaja-Nowaja
Dzierżynskaja-Nowaja (ros. Дзержинская-Новая) – stacja kolejowa i centrum transportowo-logistyczne w Królewcu, w obwodzie królewieckim, w Rosji. Położona jest na liniach Królewiec – Bagrationowsk (tor szeroki) oraz Dzierżynskaja-Nowaja – Mamonowo (tory szeroki i normalny).
Stacja położona jest na styku toru szerokiego i biegnącej od przejścia granicznego z Polską w Mamonowie kolei normalnotorowej. Dzierżynskaja-Nowaja jest centrum transportowo-logistycznym, posiadającym infrastrukturę umożliwiającą zmianę rozstawu kół w wagonach oraz przeładunek towarów na wagony dostosowane do różnych rozstawów szyn. Centrum jest w stanie przeładować zarówno kontenery, towary wielkogabarytowe, jak i przewożone luzem. Jest to jeden z hubów Nowego Jedwabnego Szlaku, obsługujący składy z Chin do Europy Zachodniej, głównie Niemiec.
Na odcinku Dzierżynskaja-Nowaja – Gołubiewo tory szeroki i normalny biegną w splocie.

## Historia
Przed II wojną światową istniała w tym miejscu mijanka. W późniejszym okresie powstała tu stacja kolejowa.
Plany budowy centrum transportowo-logistycznego powstały w drugim dziesięcioleciu XXI w. w odpowiedzi na zatłoczenie polsko-białoruskiego przejścia granicznego Terespol-Brześć i stacji Małaszewicze, będącej głównym punktem zmiany rozstawu osi składów podążających Nowym Jedwabnym Szlakiem. W grudniu 2017 przejechał pociąg testowy, a od 2018 trasa towarowa Chongqing – Dzierżynskaja-Nowaja – Braniewo – Duisburg przemierzana jest regularnie.
W 2020 podjęto decyzję o budowie terminalu multimodalnego, obsługującego dodatkowo Port Kaliningrad, mającym w zamyśle stać się hubem transportu towarów z i do Rosji oraz umożliwiającym dalszy przesył towarów z Chin drogą morską. Plusem tego rozwiązania w handlu z Rosją jest bliskość jedynego niezamarzającego rosyjskiego portu bałtyckiego, wadą brak bezpośredniego połączenia z główną częścią Rosji i wyższe opłaty z powodu przekraczania granicy Unii Europejskiej. Wady transportu morskiego powodują, że terminal Dzierżynskaja-Nowaja w handlu Azja-Europa jest głównie wykorzystywany w transporcie kolejowym.